# Dadeville (Alabama)
Dadeville é uma cidade localizada no estado americano do Alabama, no Condado de Tallapoosa.

## Demografia
Segundo o censo americano de 2000, a sua população era de 3212 habitantes.
Em 2006, foi estimada uma população de 3235, um aumento de 23 (0.7%).

## Geografia
De acordo com o United States Census Bureau, a localidade tem uma área de 41,4 km², sem área coberta por água. Dadeville localiza-se a aproximadamente 187 m acima do nível do mar.

## Localidades na vizinhança
O diagrama seguinte representa as localidades num raio de 32 km ao redor de Dadeville.